# Тула (народ)
Тула (также туре; англ. tula, ture; самоназвание: ki̱tule) — адамава-убангийский народ, населяющий восточную часть Нигерии, область к северу от реки Бенуэ, к западу от реки Гонголы и к востоку (в 30 км) от города Биллири (район Калтунго штата Гомбе). Рядом с областью расселения тула находятся этнические территории ваджа, чам-мона, тангале и других народов.
По оценкам, опубликованным на сайте организации Joshua Project, численность народа тула составляет около 53 000 человек.
Народ тула говорит на языке тула адамава-убангийской семьи нигеро-конголезской макросемьи. Выделяются три диалекта — бауле, кутуле и йили. Язык тула известен также под названиями «туре», «котуле», «кутуле» (самоназвание — yii ki̱tule). В классификациях языков адамава, представленных в справочнике языков мира Ethnologue и в «Большой российской энциклопедии», язык тула вместе с языками бангвинджи и ваджа входит в состав подгруппы тула группы ваджа ветви ваджа-джен. Письменность создана на базе латинского алфавита в 1997 году. Язык изучается в начальных и средних школах. Как второй язык тула распространён среди носителей близкородственного адамава-убангийского языка дадийя. Численность говорящих на языке тула, согласно данным, опубликованным в справочнике Ethnologue, составляет около 30 000 человек (1998).
В основном представители народа тула придерживаются традиционных верований (75 %), часть тула исповедует христианство (15 %), часть — ислам (10 %).

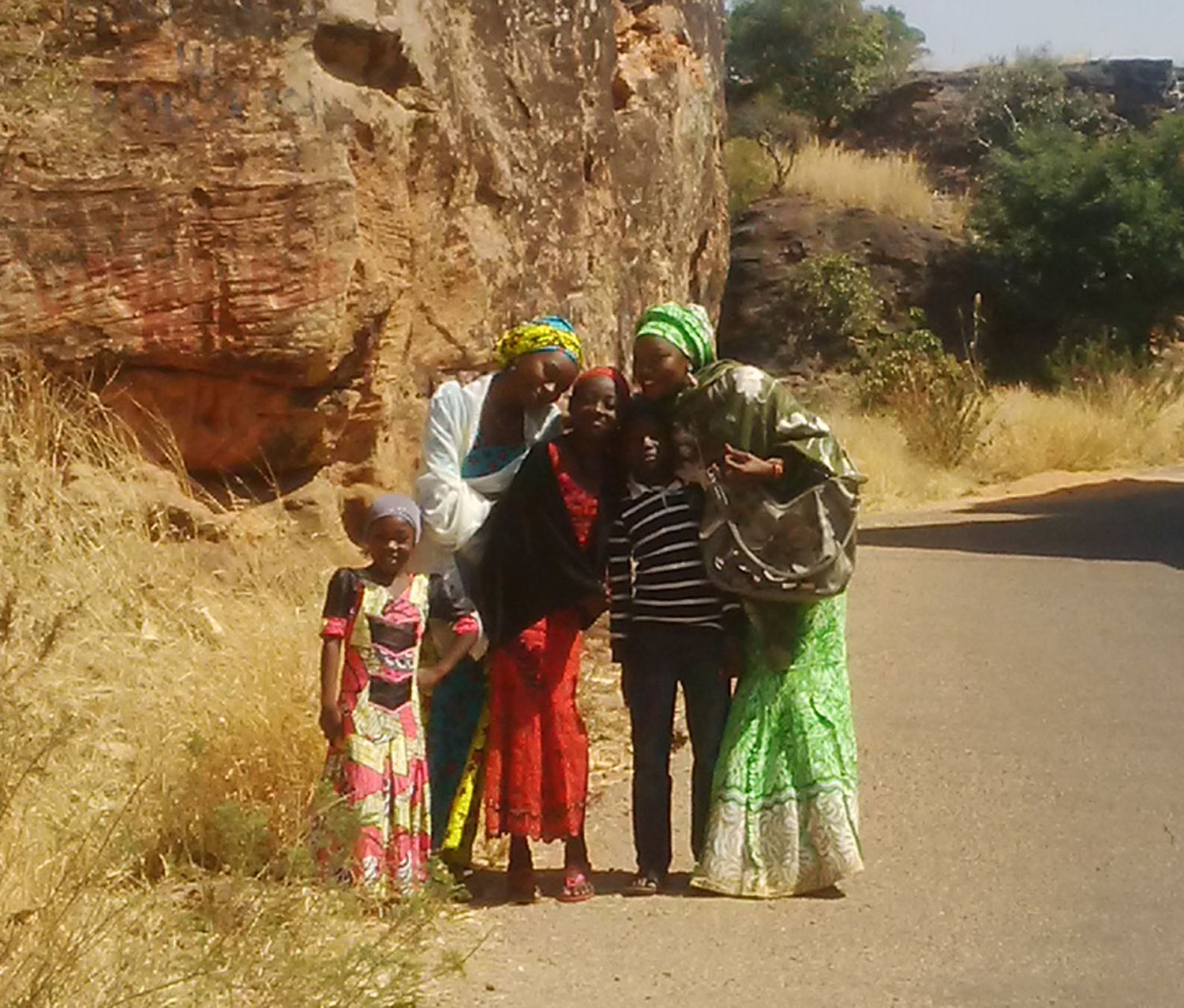
Представители народа тула
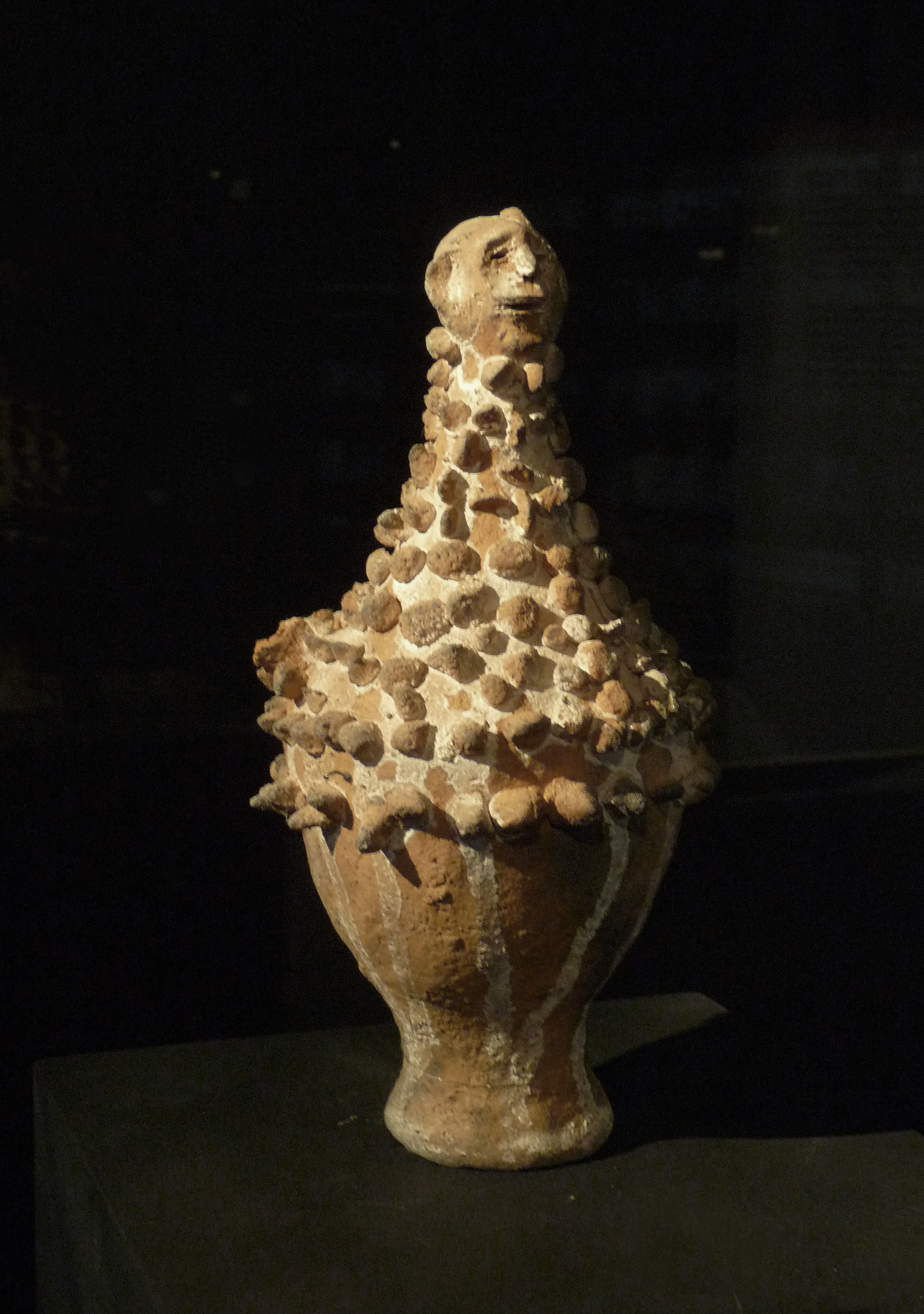
Ритуальный керамический сосуд тула (Музей Фаулера[англ.])
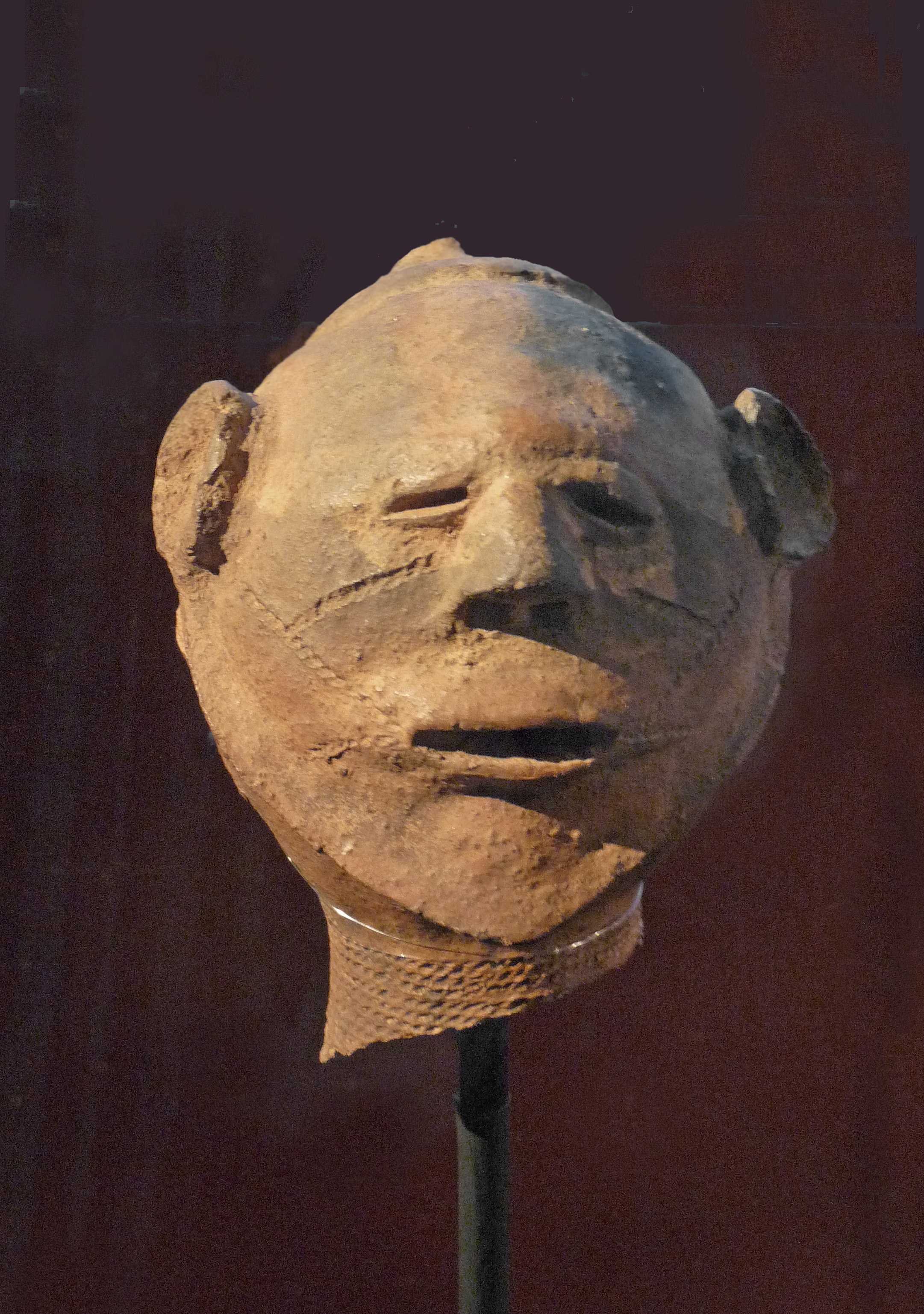
Фрагмент ритуального сосуда тула (Музей Фаулера)